# ロバート・バーンズ

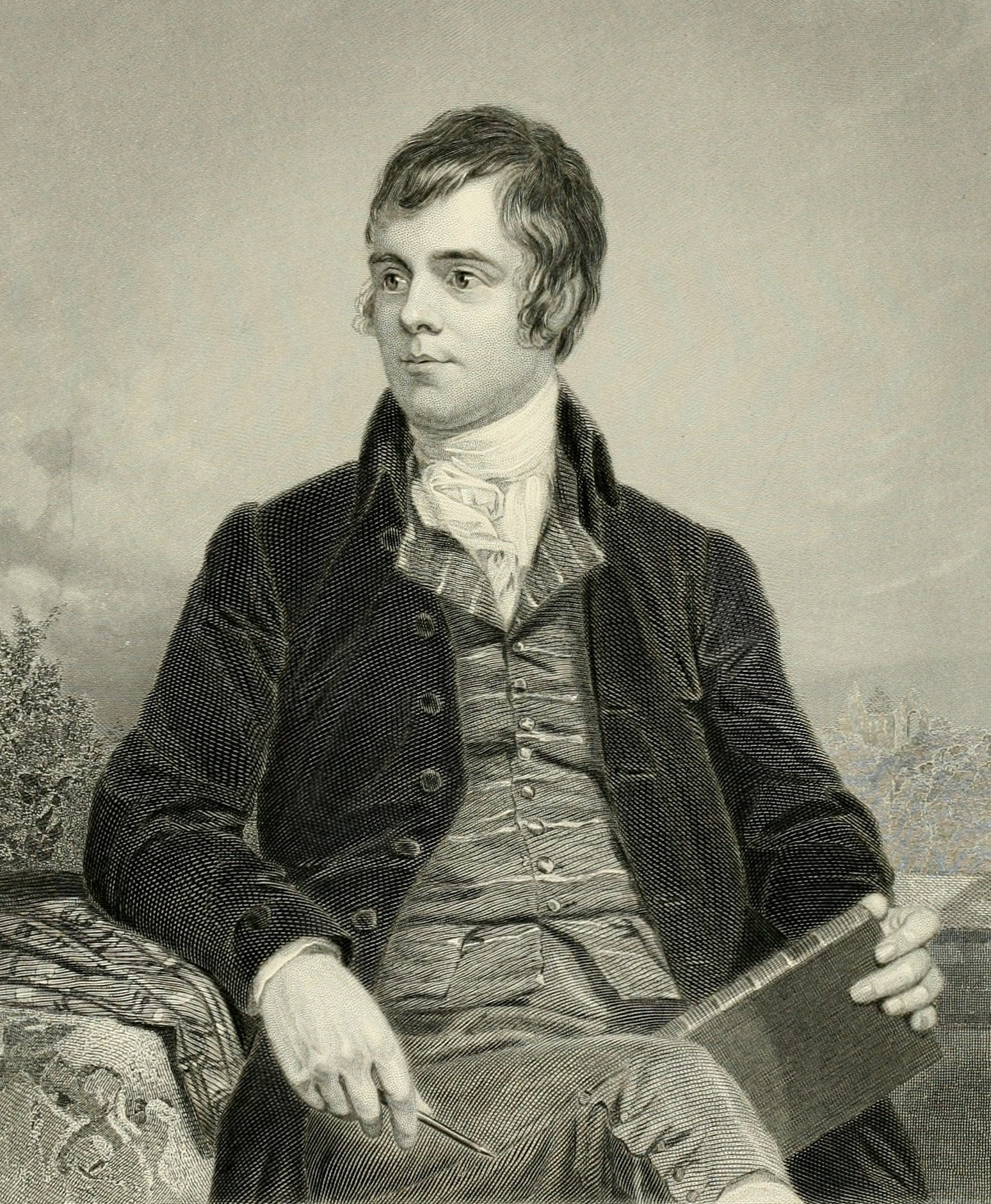
ロバート・バーンズ

ロバート・バーンズ（Robert Burns、1759年1月25日 - 1796年7月21日）は、スコットランドの国民的詩人。スコットランド語（Scots language）を使った詩作で知られ、スコットランド民謡の収集、普及にもつとめた。

## 生涯

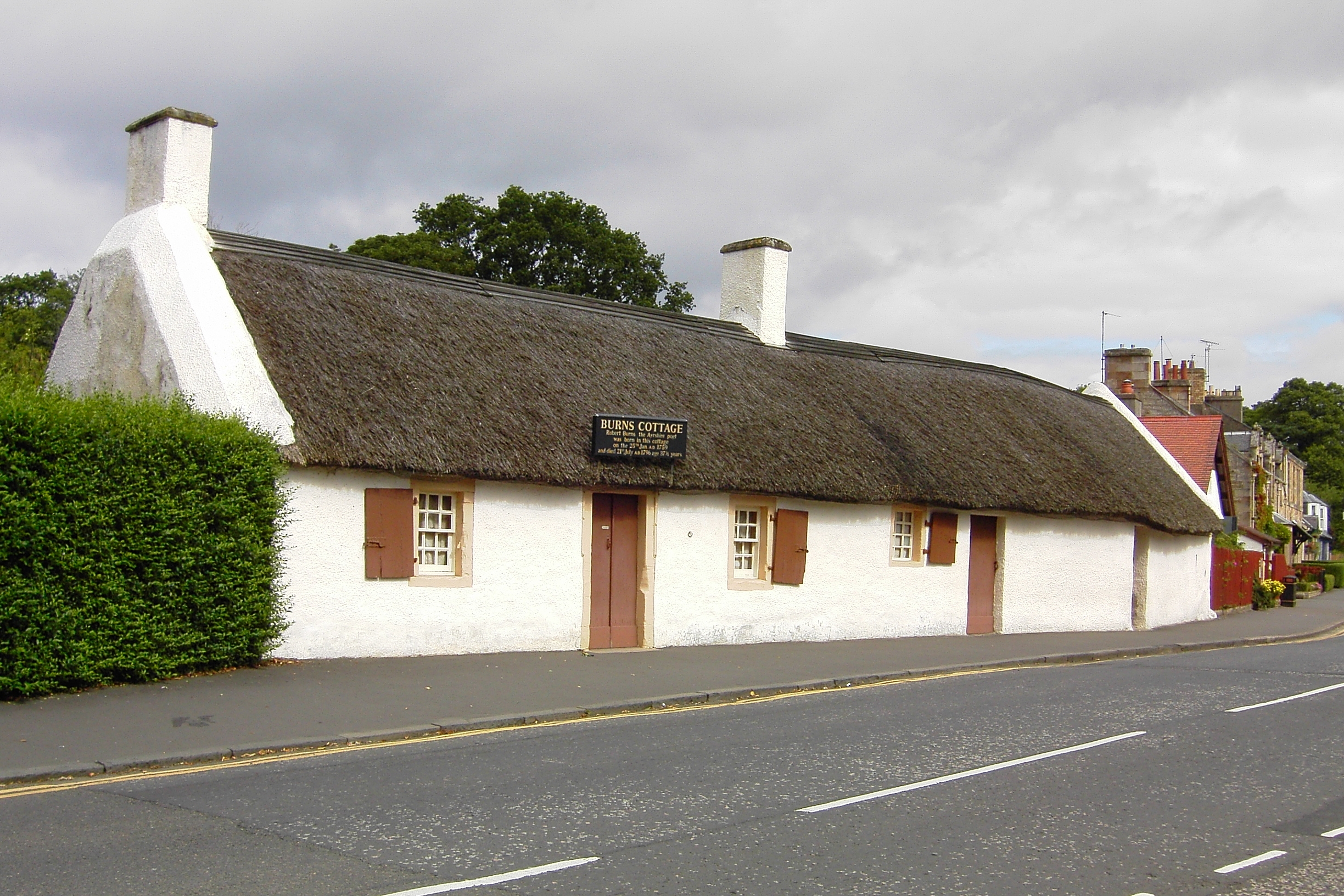
バーンズの生家（スコットランド、エアシャー）

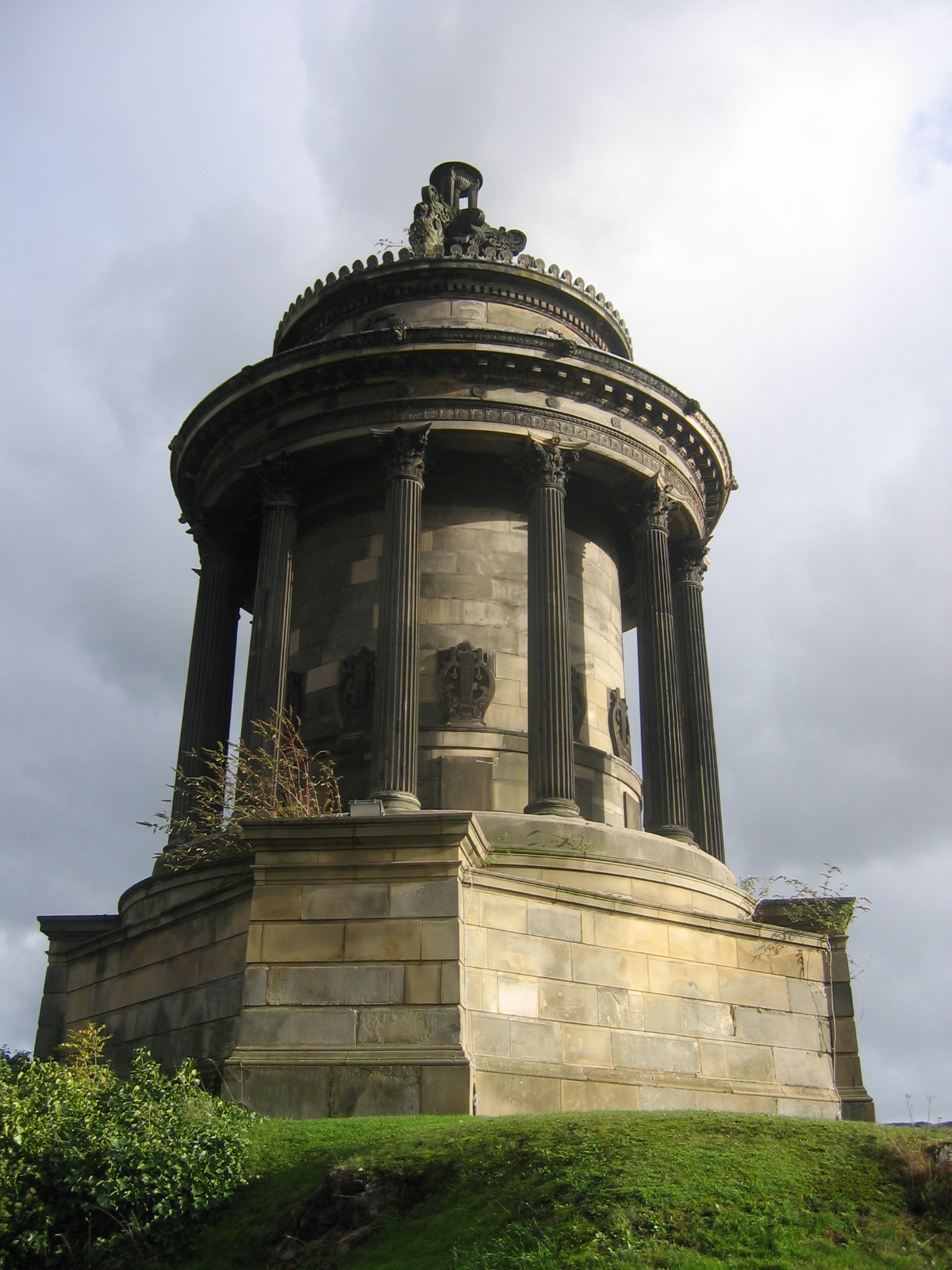
バーンズ・モニュメント（スコットランド、エディンバラ）

1759年、バーンズはスコットランド南西部サウス・エアシャイア、アロウェー（Alloway）の貧しい小作農の家に7人兄弟の長男として生まれた。敬虔な長老教会信徒で教育熱心なロバートの父親は息子たちに読み書きを学ばせ、ロバートは弟とともに農場で働きながら詩を作り始める。
1781年、ウィリアム・ウォレスを英雄と仰ぎアメリカ独立戦争の精神に共感していたロバートはフリーメイソンに加入、そこで得た人脈はのちの彼の詩人としての成功の足がかりとなった。1783年からスコットランド語のエアシャイア方言を使った詩作を行ない、1786年には初の詩集（Poems- Chiefly in the Scottish Dialect）が出版される。これは今日ではキルマーノック版（Kilmarnock Edition）と呼ばれるものである。この成功を受けて、翌1787年にはエディンバラでも彼の詩集が出版される。
ロバートはしばしば複数の女性と親密な関係をもった。1788年、かねてから恋人だったジーン（Jean Armour）と結婚したが彼女との間の5人の子のほかに彼には9人の私生児がいた。「ハイランドのメアリー」（Highland Mary）も数多くいた恋人の1人に捧げられた詩である。

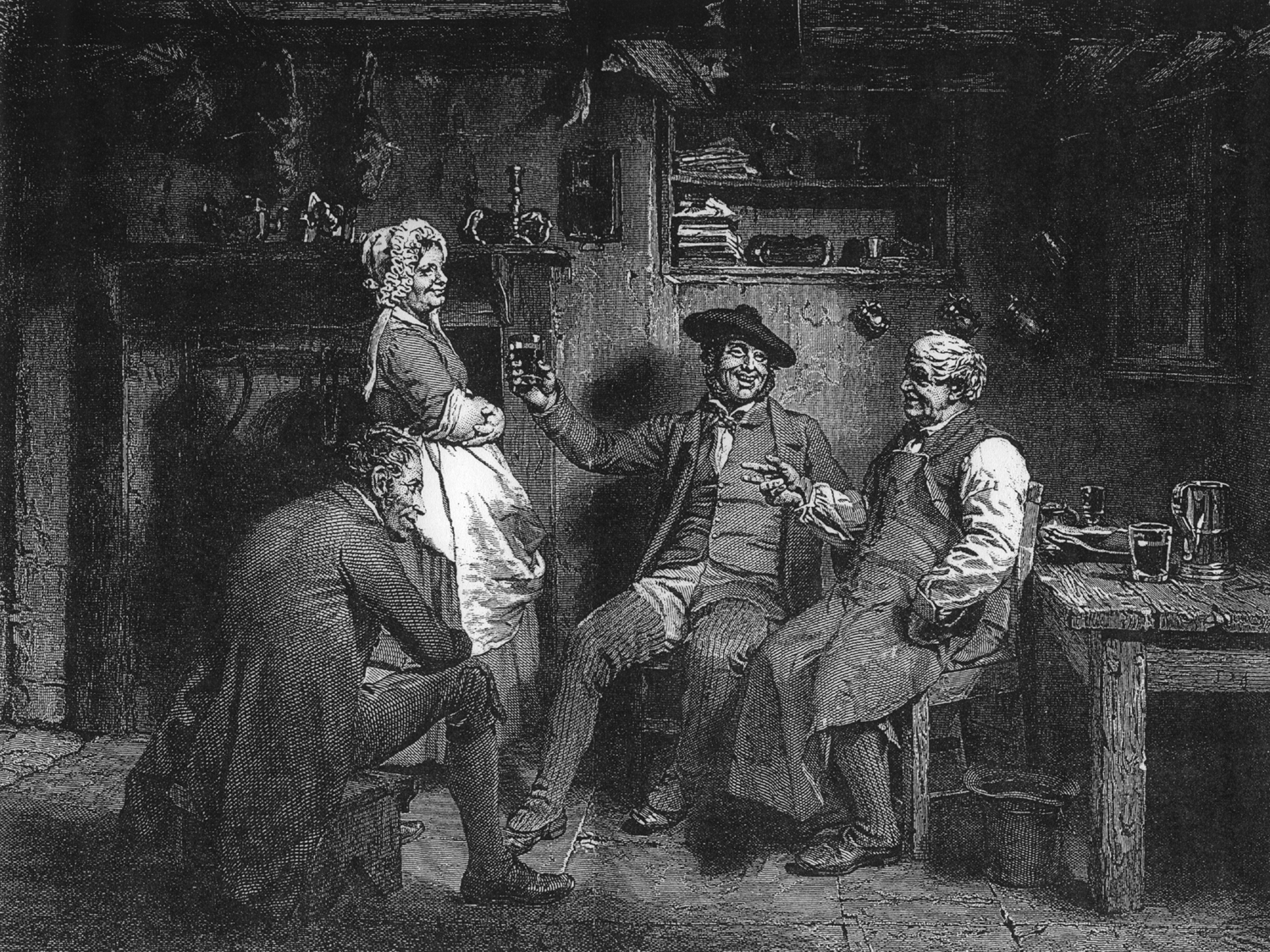
『シャンタのタム』に登場する飲んだくれのタム（中央）。タムが被っていた帽子はタム・オ・シャンタ帽（:en:Tam o' shanter (cap)）と呼ばれるようになった

私生児の養育費も含めてかさむ家計を支えるには詩作で得た収入では足りず1789年、ロバートは収税吏の仕事につく。この時期、『シャンタのタム』（Tam o'Shanter）や『我が恋人は紅き薔薇』（Red, Red Rose）などの優れた作品が生み出された。また自ら収集し、新たに作詞し直した民謡をMusical MuseumやSelect Collection of Original Scottish Airsなどで発表した。
詩人としての大きな名声を得た一方で、ロバートはリウマチ熱に苦しみ1796年、心疾患のため37歳で没した。

## 評価
「農民詩人」（Ploughman Poet）、「スコットランドの最愛の息子」（Scotland's favourite son）、「エアシャーの大詩人」（Bard of Ayrshire）とも呼ばれるスコットランドの国民的詩人である。
スコットランド語を詩作に用いたことでよく知られるが、大半の彼の作品は英語で書かれ、その一部にスコットランド語を含めた形式のものがある。このことによって、スコットランド語話者のみにとどまらない読者層を獲得したといえる。作品には、弱い立場にある者への愛情、社会の不正義への風刺が含まれている。
ロバートはイギリスにおけるロマン主義運動の先駆者とされ、今日でもスコットランド文化の象徴的存在として影響力をもっている。クライズデール銀行が発行するポンド紙幣に肖像が使用されている。

### 愛唱されるバーンズの歌
ロバートが収集し自ら改作した数々のスコットランド民謡は、世界各地で親しまれている。日本でもAuld Lang Syneは『蛍の光』として、Comin Thro' The Ryeは『故郷の空』としてなじみ深い。
Auld Lang Syneは、スコットランドの新年、ホグマネーで集まった人々全員で歌われ、また、イギリスの夏の終わりと秋の始まりを告げる音楽祭BBCプロムスの最終夜の最後に演者と観客全員で手を繋ぎながら歌われる。Scots Wha Haeは長くスコットランド国歌に準ずる歌として扱われてきた。スコットランド国民党の党歌としても知られる。1999年7月1日、スコットランド議会が開会した際にはA Man's A Man for A' Thatが歌われた。

### バーンズ・ナイト／バーンズ・サパー
年間いつでも行われることがあるが、特にスコットランドではバーンズの誕生日である1月25日又は25日付近の日はバーンズ・ナイトと呼ばれ、バーンズ・サパーを開きバーンズの生涯や作品である詩を記念し祝す日とされている。セルカーク・グレース（Selkirk Grace）でディナーが始まり、メインディッシュには伝統料理ハギスが供される。バグパイプに率いられ運ばれてきたハギスを前にバーンズの『ハギスに捧げる詩』（Address to a Haggis）を朗読し、ハギスにナイフを入れる儀式が行なわれる。さらにバーンズの詩やバーンズにちなんだ話、バーンズの詩による歌謡や音楽が披露され、最後に参加者全員で手をつなぎ、Auld Lang Syneを歌って終宴となる。
バーンズ・ナイトはスコットランド系移民の多いオーストラリア、ニュージーランド、北アメリカ、カナダなどでもしばしば行なわれる。日本でもセント・アンドルー・ソサエティー（St Andrew Society of Yokohama and Tokyo）、日本スコットランド協会などで、バーンズ・サパーが開催されている。  

## 著作
- 『バーンズ詩集』（中村為治訳）岩波文庫、1928年
- 『バーンズ詩選』（阪田勝三訳）新月社 英米名著叢書 1949年
- 『ロバート・バーンズ詩集』（ロバート・バーンズ研究会編訳）国文社、2002年

## 註
1. ↑  スコットランド議会テレビ（動画1）
なお、2004年10月9日のスコットランド議会議事堂完成式典ではAuld Lang Syneが歌われている（同（動画2））。
2. ↑   セント・アンドルー・ソサエティー St Andrew Society of Yokohama and Tokyo
3. ↑   酒都を歩く ハギスとウイスキーで祝う詩人・バーンズの生誕（Yomiuri Online）